# Demba Traoré
Pour les articles homonymes, voir Traoré.
Demba Traoré, né à Markala (Ségou), le 29 août 1972, est un avocat et politicien malien. 
Secrétaire du Parti Radical Nonviolent, Transnational et Transparti (NRPTT), il est également membre du conseil de direction de l'ONG abolitionniste sur la peine de mort Ne Touchez Pas à Caïn, affiliée au Parti radical.

## Biographie
Traoré est membre du Parti radical depuis 2002. Il a été élu Secrétaire le 11 décembre 2011, à Rome, au terme du 39e Congrès du Parti, auquel ont participé, parmi d’autres, Bernard Kouchner, Joschka Fischer (anciens ministres des Affaires étrangères respectivement de France et Allemagne) et – pour une salutation au congressistes – Giulio Terzi di Sant'Agata, actuellement[Quand ?] ministre des Affaires étrangères de l’Italie.
Avocat depuis 1995, il est député à l'Assemblée nationale de 2002 jusqu’à 2007[réf. nécessaire]. Il a été président de la Commission Parlementaire des Lois Constitutionnelles, de la Législation, des Institutions de la République et de la Justice[réf. nécessaire] et a été également juge de la Haute cour de justice du Mali[réf. nécessaire].
En février 2003, il a participé dans une visite d’échanges et de travail au Royaume-Uni sur invitation du gouvernement britannique avec des séances de travail à la Chambre des Communes, à la Mairie de Westminster, au DID, au siège de Save the Children, de Islamic Relief et de Christian Aid. En septembre et octobre 2006, il a effectué une visite officielle aux États-Unis à l’invitation du département d’État avec des séances de travail au Capitole avec des Sénateurs et des Représentants, séance de travail à la Cour suprême fédérale, visite de travail dans certains États tels que le Wisconsin, la Caroline du Sud et l’Oregon.
En mai 2003 il est devenu membre de la Commission des Affaires Parlementaires de l’Assemblée parlementaire de la francophonie. Il a ensuite participé aux réunions de la-dite assemblée, parmi lesquelles : 
- la commission des affaires parlementaires de l’APF à Vientiane au Laos (avril 2004) ;
- le séminaire parlementaire de Porto-Novo au Bénin (novembre 2004)[3] ;
- la 30e assemblée générale à Charlottetown au Canada (juillet 2004) ;
- la commission des affaires parlementaires de Bruxelles en Belgique (juillet 2005)[4] ;
- la 32e assemblée générale à Rabat au Maroc (juin-juillet 2006).

Traoré est engagé sur le plan international sur les dossiers concernant principalement la lutte contre la peine de mort, les mutilations génitales féminines et la justice internationale. En décembre 2003, il a participé à un Colloque International sur la Cour pénale internationale à Ouagadougou au Burkina Faso et il a également promu et organisé une visite de députés du Parti radical, Marco Pannella et Elisabetta Zamparutti, à Bamako dans le cadre de l'initiative pour l'abolition officielle de la peine capitale au Mali.
En décembre 2008, il a été élu membre du Conseil de direction de l’ONG Ne Touchez pas à Caïn lors d’une rencontre internationale tenue à Bruxelles du 11 au 13 décembre 2008.
Il est secrétaire chargé des relations avec l’administration du bureau exécutif national du parti Union pour la république et la démocratie (URD) pour le compte duquel il a été élu conseiller communal en commune VI du district de Bamako en 2009.
le 20 août 2012, il est nommé ministre délégué auprès du Ministre de l’Administration territoriale et de la Décentralisation, chargé de la Décentralisation dans le gouvernement d'union nationale dirigé par le Premier ministre Cheick Modibo Diarra. 
Demba Traoré est passionné de sport (football, handball, basket-ball, kung-fu). Le 4 février 2012, à Bougoula, il a parrainé la Coupe URD (Union pour la République et la Démocratie) en tant que membre de la direction du parti URD. Depuis 2005, il est 1er Vice Président de la Fédération malienne de Kung Fu.